# Gruffydd ap Rhys († 1201)
Gruffydd ap Rhys (* um 1160; † 25. Juli 1201) war ein Fürst von Deheubarth. Er war der älteste Sohn von Lord Rhys und dessen Frau Gwenlian, Tochter von Madog ap Maredudd von Powys. Seine kurze Herrschaft war geprägt von Konflikten mit seinen Brüdern, die das Vorspiel zu den zerstörerischen Familienfehden waren, die schließlich zur englischen Eroberung von Deheubarth und zum Ende der Herrschaft des Hauses Dinefwr führten.
Er heiratete 1189 Matilda de Braose (* 1172; † 29. Dezember 1210), eine Tochter von William de Braose, 4. Baron of Bramber. Mit ihr hatte er zwei Söhne, Rhys Ieuanc und Owain. Noch zu Lebzeiten ihres Vaters waren Gruffydd und sein Bruder Maelgwn über die Nachfolge ihres Vaters tief zerstritten, wobei Gruffydd anfangs von seinem jüngeren Bruder Rhys Gryg unterstützt wurde. Nachdem sein Vater 1189 seinen Bruder Maelgwn gefangen nehmen musste, lieferte Gruffydd ihn ohne Wissen seines Vaters an seinen Schwiegervater William de Braose aus, der ihn bis 1192 in Haft hielt. 1191 eroberte er zusammen mit seinem Vater Nevern Castle, eine Burg seines Schwagers William FitzMartin. 1192 belagerte er zusammen mit seinem Vater vergeblich Swansea Castle. Sein Bruder Maelgwn konnte sich kurz darauf Nevern Castle bemächtigen, wo er ihren Vater 1194 kurzzeitig einkerkerte. Lord Rhys kam jedoch bald wieder frei, und Maelgwn ging bis zum Tod ihres Vaters ins Exil.
Lord Rhys starb 1197. Er hatte Gruffydd als seinen Haupterben vorgesehen, und Gruffydd ließ sich seine Ländereien vom englischen König bestätigen. Beim Bischof von St Davids, Peter de Leia, erwirkte er eine Aufhebung der Exkommunikation seines Vaters, so dass dieser in der Kathedrale von St Davids beigesetzt werden konnte. Schon bald jedoch wurde er wieder in Kämpfe mit Maelgwn verwickelt, der mit Hilfe von Gwenwynwyn von Powys Aberystwyth Castle eroberte und sich Ceredigions bemächtigte. Gruffydd wurde bei den Kämpfen von seinem Bruder gefangen genommen und an Gwenwynwyn ausgeliefert. Dieser lieferte ihn an König Richard aus, der ihn in Corfe Castle einkerkerte. Er kam jedoch wieder frei, als Gwenwynwyn sein Bündnis mit den englischen König brach und Gruffydd die Übergabe der von seinem Vater eroberten Burg von Cardigan zusicherte. Nachdem sein Bruder Maredudd, der Cantred Bychan im Ystrad Tywi geerbt hatte, im Juli 1201 ermordet worden war, übernahm Gruffydd dessen Ländereien, doch er erkrankte selbst kurz darauf und starb. Er und seine Frau wurden in der Abtei von Strata Florida begraben. Seine beiden Söhne führten den Kampf gegen Maelgwn fort.